# سوفی هانتر
سوفی ایرنه هانتر (به انگلیسی: Sophie Irene Hunter) (متولد ۱۶ مارس ۱۹۷۸)یک کارگردان تئاتر و اپرا، نمایشنامه‌نویس و بازیگر انگلیسی است.